# Hațeg
Hațeg (Hongaars: Hátszeg) is een stad (oraș) in het Roemeense district Hunedoara, in de buurt waar de rivieren Strei en Rîul Mare samenkomen. De stad telt 10.935 inwoners (2002).
De gemeente telt naast de stad nog drie dorpen; Nălațvad (Nalácvád), Silvașu de Jos (Alsószilvás), en Silvașu de Sus (Felsőszilvás). Het laatste dorp kent een Hongaarse gemeenschap. 
In documenten uit de 13e-14e eeuw wordt het land rondom Hațeg voor het eerst genoemd.
Tegenwoordig is het een economisch centrum dat bekendstaat om zijn houtwaren-, textiel- en voedselindustrie en boomgaarden. Het geniet tevens bekendheid door het Hațegana bier, thans onderdeel van Heineken Roemenië.

## Bevolkingssamenstelling
In 1910 kende de gemeente Hațeg nog een aanzienlijk aandeel Hongaren. Op een bevolking van 4884 personen waren er 3176 Roemenen en 1509 Hongaren (31%). 
Op de stadsbevolking van 3124 personen waren er 1514 Roemenen en 1438 Hongaren in 1910, een aandeel van de Hongaren van 46%.
Na het verdrag van Trianon kregen de Roemenen het bestuur over de landstreek Transsylvanië en verlieten de Hongaren voor een deel het gebied.

## Foto's

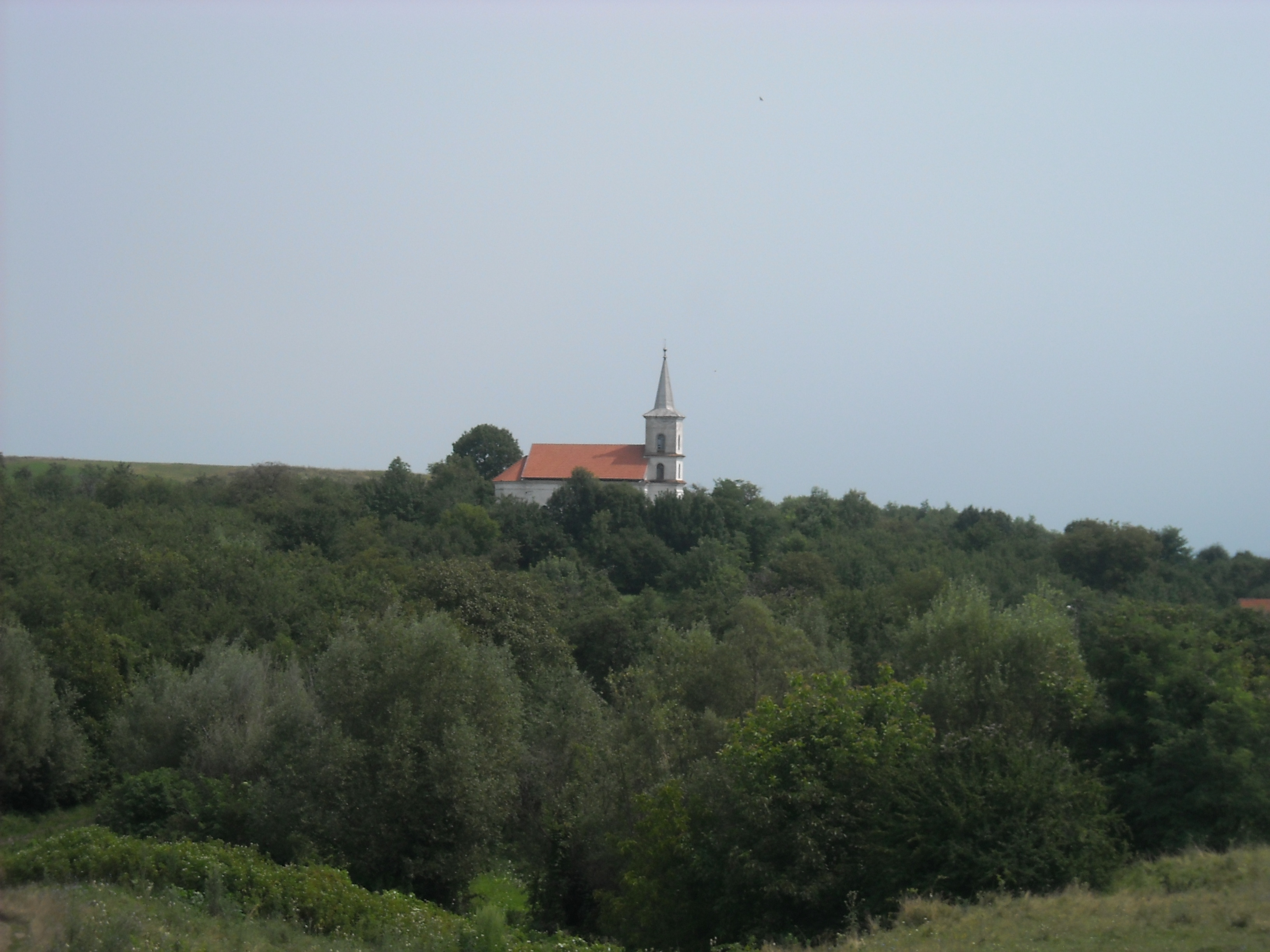
Hongaars gereformeerde kerk van Jeledinţi (Lozsád) in de gemeente Martinesti

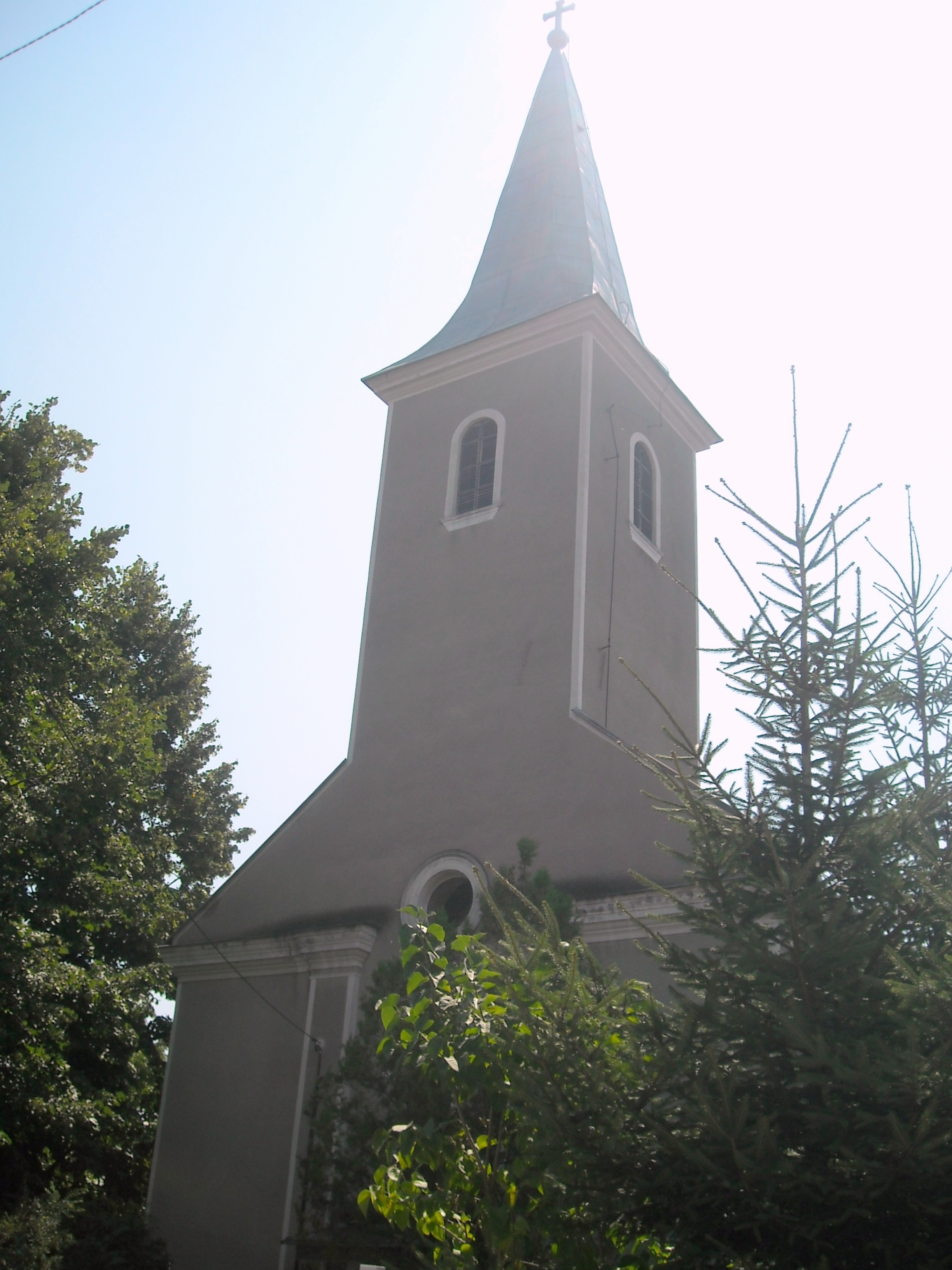
Rooms Katholieke kerk
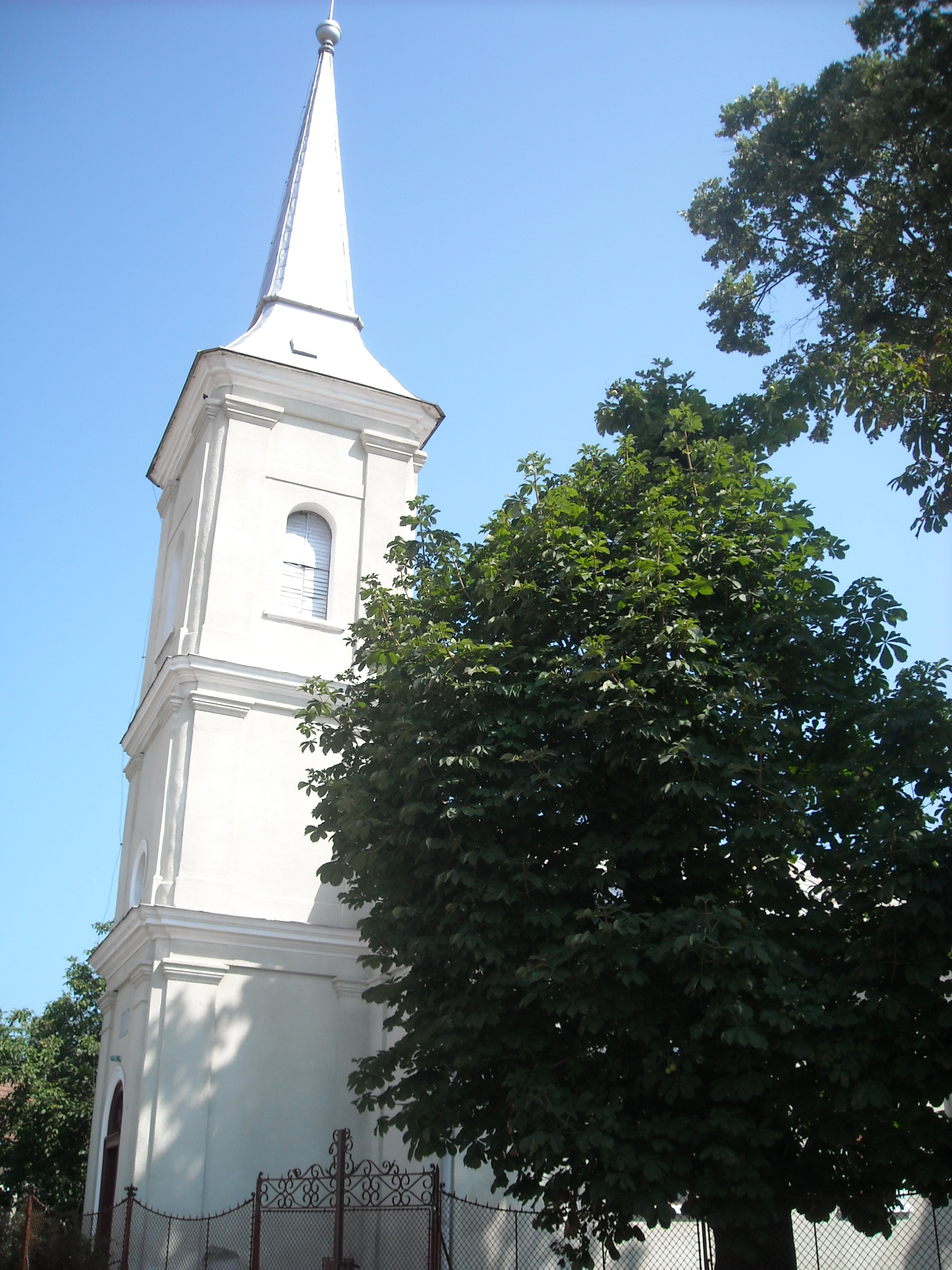
Hongaars Gereformeerde kerk
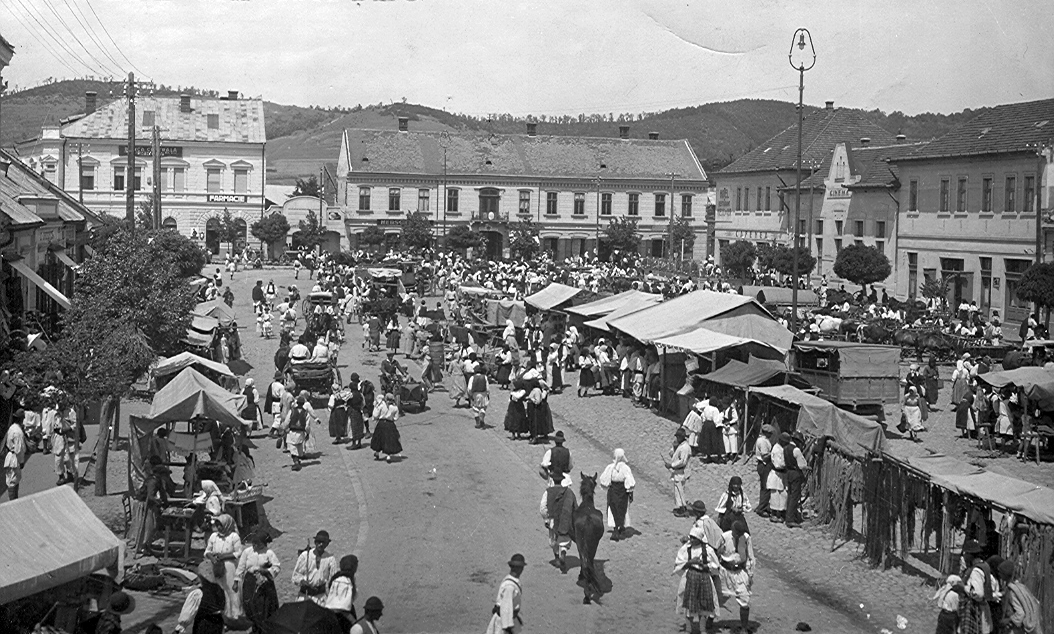
Marktplein in 1915
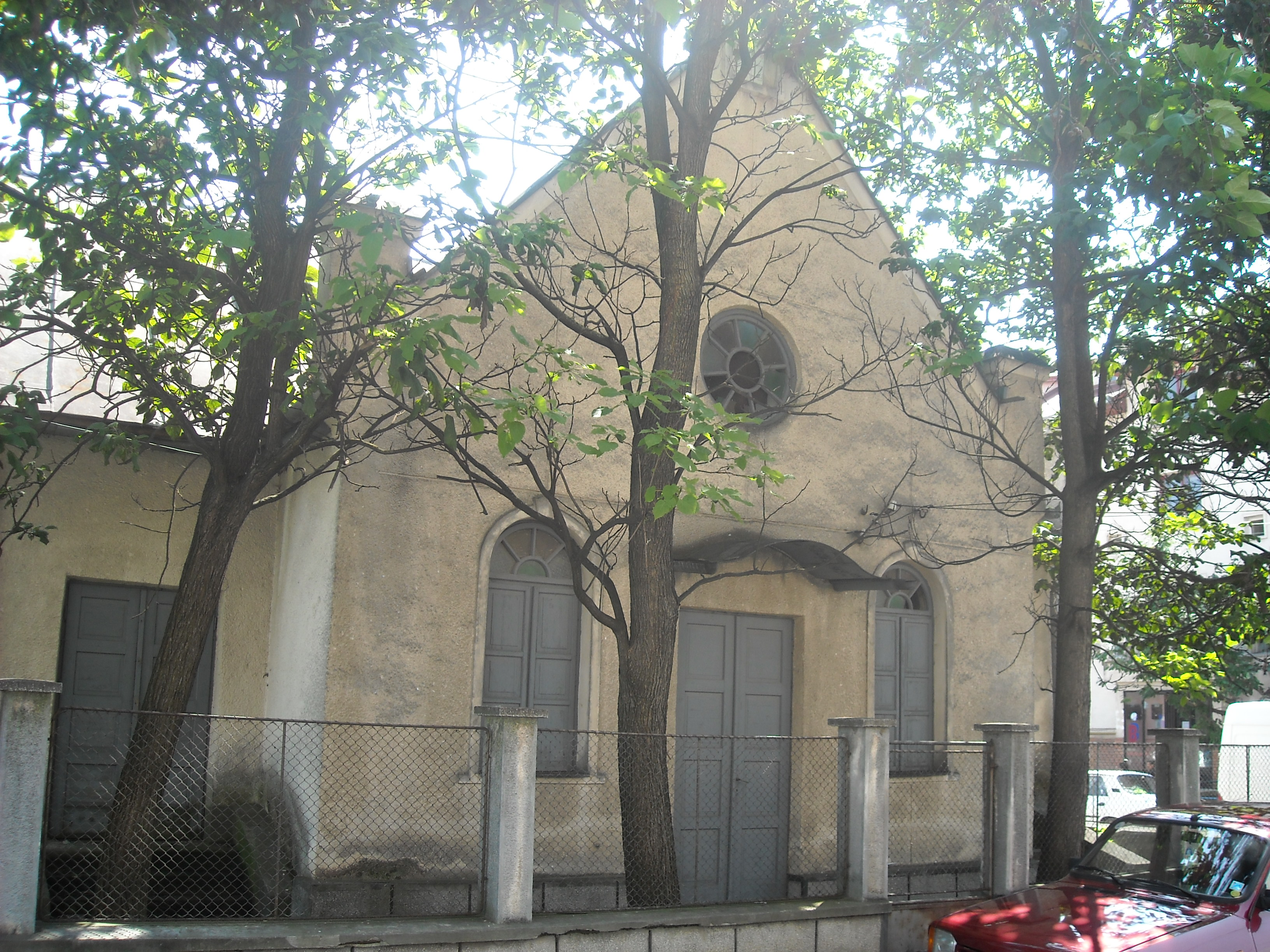
De voormalige synagoge